# 干支 (北方町)
この項目では、宮崎県東臼杵郡北方町（現：延岡市北方町）で用いられている、干支（えと、十二支）を用いた住所表記について説明する。

## 背景
北方町では、市町村制施行以来、延岡市に編入されるまでの間、大字などが設定されていなかった。その代わりに、番地の前に干支を用いて地番を表現した。干支を採用した背景には当時の戸長の先祖が延岡藩の天文測量方であったことも関係している。当時の戸長役場のあった地区を「子」とし、おおむね時計回りで「亥」まで命名している。また、当時の郵便番号については、五十音順でなく、十二支の順にて掲載されていた。
2006年2月20日、北方町は延岡市に編入され、延岡市の地域自治区となる。その際に、通称地名として用いられてきた地区名がそのまま大字に昇格し、住所表記としての干支は役目を終えた。しかし大字と番地の間に地番符号として干支が残っている。
原則として、干支に属する通称地名が一つの地域（丑、寅、酉、亥）は住所変更の形で郵便番号が引き継がれているが、複数ある地域（子・卯・巳・午・未・申・戌）では新たに住所・郵便番号が定められたため郵便番号は引き継ぎされていない。例外として、南久保山は子・卯にまたがるが同一の郵便番号を使用している。
例として、合併前の旧北方町役場（合併後は延岡市北方支所）の住所を提示する。
| 合併前                        | 合併後                            |
| ----------------------------- | --------------------------------- |
| 宮崎県東臼杵郡北方町卯682番地 | 宮崎県延岡市北方町川水流卯682番地 |

## 地番符号としての干支の概略
ここでは合併前後の干支について十二支の順に沿って概略していく。表中かっこ内の数字は郵便番号を示す。

### 子
子（ね）は旧町域の東部に位置し、獺越（うそごえ）・北久保山（きたくぼやま）・曽木（そき）・南久保山（みなみくぼやま）（一部）の通称地名があった。合併後はそれぞれ北方町うそ越・北方町北久保山・北方町曽木・北方町南久保山（一部）に住所変更となり、郵便番号が新たに設定された。同時に北方町子（882-0108）は廃止された。
| 合併前              | 合併後                                                                                                |
| ------------------- | --- |
| 北方町子 (882-0108) | 北方町うそ越子(882-0123) 北方町北久保山子(882-0129) 北方町南久保山子(882-0128) 北方町曽木子(882-0124) |

### 丑
丑（うし）は旧町域の南東部に位置し、全域が角田（つのだ）の通称地名があった。合併後は北方町丑がそのまま北方町角田と住所変更したため、郵便番号が引き継がれた。
| 合併前              | 合併後                 |
| ------------------- | ---------------------- |
| 北方町丑 (882-0104) | 北方町角田丑(882-0104) |

### 寅
寅（とら）は旧町域の南東部に位置し、全域が笠下（かさした）の通称地名があった。合併後は北方町寅がそのまま北方町笠下と住所変更したため、郵便番号が引き継がれた。
| 合併前              | 合併後                 |
| ------------------- | ---------------------- |
| 北方町寅 (882-0106) | 北方町笠下寅(882-0106) |

### 卯
卯（う）は旧町域の南東部に位置し、川水流（かわずる）・南久保山（みなみくぼやま）（一部）の通称地名があった。合併後はそれぞれ北方町川水流・北方町南久保山（一部）に住所変更となり、郵便番号が新たに設定された。同時に北方町卯（882-0103）は廃止された。
現地案内では「卯」は川水流と案内されるが、先述の通り、南久保山の一部が卯にまたがっているため住所変更・郵便番号の引継ぎは実施されなかった。
| 合併前              | 合併後                                              |
| ------------------- | --------------------------------------------------- |
| 北方町卯 (882-0103) | 北方町川水流卯(882-0125) 北方町南久保山卯(882-0128) |

### 辰
辰（たつ）は旧町域の南部に位置し、上崎（かみざき）・蔵田（くらた）の通称地名があった。合併後はそれぞれ北方町上崎・北方町蔵田に住所変更となり、郵便番号が新たに設定された。同時に北方町辰（882-0105）は廃止された。
| 合併前              | 合併後                                        |
| ------------------- | --------------------------------------------- |
| 北方町辰 (882-0105) | 北方町上崎辰(882-0126) 北方町蔵田辰(882-0127) |

### 巳
巳（み）は旧町域の南西部に位置し、早日渡（はやひと）の通称地名があった、早日渡の中でも早日渡上（はやひとかみ、通称：早上（はやかみ））・早日渡中（はやひとなか、通称：早中（はやなか））・早日渡下（はやひとしも）と呼ばれる地域区分があった。合併後はそれぞれ北方町早上・北方町早中・北方町早日渡に住所変更となり、郵便番号が新たに設定された。同時に北方町巳（882-0212）は廃止された。
| 合併前              | 合併後                                                                 |
| ------------------- | ---------------------------------------------------------------------- |
| 北方町巳 (882-0212) | 北方町早上巳(882-0245) 北方町早中巳(882-0244) 北方町早日渡巳(882-0243) |

### 午
午（うま）は旧町域の中西部に位置し、三ケ村（さんがむら）・八峡（やかい）の通称地名があった。合併後はそれぞれ北方町三ケ村・北方町八峡に住所変更となり、郵便番号が新たに設定された。同時に北方町午（882-0213）は廃止された。
| 合併前              | 合併後                                          |
| ------------------- | ----------------------------------------------- |
| 北方町午 (882-0213) | 北方町三ケ村午(882-0241) 北方町八峡午(882-0242) |

### 未
未（ひつじ）は旧町域の西部に位置し、椎畑（しいばた）・菅原（すげばる）・滝下（たきした）・日平（ひびら）・槙峰（まきみね）・美々地（みみち）の通称地名があった。合併後はそれぞれ北方町椎畑・北方町菅原・北方町滝下・北方町日平・北方町槙峰・北方町美々地に住所変更となり、郵便番号が新たに設定された。同時に北方町未（882-0211）は廃止された。
干支の中で最も通称地名が多い地区である。
| 合併前              | 合併後 |
| ------------------- | --- |
| 北方町未 (882-0211) | 北方町椎畑未(889-0237) 北方町菅原未(889-0233) 北方町滝下未(889-0238) 北方町日平未(889-0236) 北方町槙峰未(889-0235) 北方町美々地未(889-0234) |

### 申
申（さる）は旧町域の中西部に位置し、上鹿川（かみししがわ）・下鹿川（しもししがわ）の通称地名があった。合併後はそれぞれ北方町上鹿川・北方町下鹿川に住所変更となり、郵便番号が新たに設定された。同時に北方町申（882-0214）は廃止された。
| 合併前              | 合併後                                            |
| ------------------- | ------------------------------------------------- |
| 北方町申 (882-0214) | 北方町上鹿川申(889-0231) 北方町下鹿川申(889-0232) |

### 酉
酉（とり）は旧町域の中東部に位置し、全域が藤の木（ふじのき）の通称地名があった。合併後は北方町酉がそのまま北方町藤の木と住所変更したため、郵便番号が引き継がれた。
| 合併前              | 合併後                   |
| ------------------- | ------------------------ |
| 北方町酉 (882-0107) | 北方町藤の木酉(889-0107) |

### 戌
戌（いぬ）は旧町域の北西部に位置し、板上（いたかみ）・板下（いたしも）の通称地名があった。合併後はそれぞれ北方町板上・北方町板下に住所変更となり、郵便番号が新たに設定された。同時に北方町戌（882-0102）は廃止された。
| 合併前              | 合併後                                        |
| ------------------- | --------------------------------------------- |
| 北方町戌 (882-0102) | 北方町板上戌(889-0121) 北方町板下戌(889-0122) |

### 亥
亥（い）は旧町域の北東部に位置し、全域が二股（ふたまた）の通称地名があった。合併後は北方町亥がそのまま北方町二股と住所変更したため、郵便番号が引き継がれた。
| 合併前              | 合併後                 |
| ------------------- | ---------------------- |
| 北方町亥 (882-0101) | 北方町二股亥(882-0101) |